# Березины (Арбажский район)
Березины — опустевшая деревня в Арбажском районе Кировской области.

## География
Деревня находится в юго-западной частирегиона, в зоне хвойно-широколиственных лесов, на правобережье Вятки, к северу от автодороги 33Н-010, на расстоянии приблизительно 24 километров (по прямой) на север-северо-восток от посёлка городского типа Арбаж, административного центра района.

## Климат
Климат характеризуется как умеренно континентальный, с умеренно холодной снежной зимой и тёплым летом. Среднегодовая температура — 2 °C. Абсолютный минимум температуры воздуха самого холодного месяца (января) составляет −47 °C; абсолютный максимум самого тёплого месяца (июля) — 40 °C. Годовое количество атмосферных осадков — 527 мм, из которых 354 мм выпадает в период с апреля по октябрь.

## История
Известна была с 1678 года как починок Овыденной с 4 дворами, относился к вотчинам Вятского епископа. В 1873 году учтено было здесь (деревня Обыденная или Березинская) дворов 9 и жителей 64, в 1905 (снова починок) 5 и 89, в 1926 (уже деревня Березины или Обыденный) 22 и 130, в 1950 24 и 78. Нынешнее название утвердилось с 1950 года.
Восстановлена в учётных данных в 1994 году Постановлением Думы Кировской области от 22.11.1994 № 7/54
До января 2021 года входила в состав Сорвижского сельского поселения до его упразднения.

## Население
| 2010 |
| ---- |
| 0    |

Постоянное население составляло 5 человек (русские 100 %) в 2002 году, 0 в 2010.